# Ермолаев, Михаил Михайлович
Михаи́л Миха́йлович Ермола́ев (16 [29] декабря 1905 или 1905, Санкт-Петербург — 24 ноября 1991, Санкт-Петербург) — советский исследователь Арктики, полярный геолог, практик и теоретик географии, гляциолог, геофизик, геохимик, океанолог, профессор Ленинградского и Калининградского университетов, сотрудник Всесоюзного арктического института, доктор геолого-минералогических наук, почётный член Географического общества СССР и Нью-Йоркской академии наук. Основатель единственной в СССР кафедры географии океана в Калининградском государственном университете. Прототип одного из героев и консультант фильма Сергея Герасимова «Семеро смелых».

## Биография
Родился 16 (29) декабря 1905 года в Санкт-Петербурге. Выходец из семьи военного инженера и дворянина.
Ученик Рудольфа Самойловича — известного советского полярного исследователя, организатора Арктического института, участника и руководителя двадцати одной экспедиции на Крайний Север, в том числе похода ледокола «Красин», предпринятого в 1928 году для спасения экспедиции Умберто Нобиле.
Пятнадцатилетним подростком поступил в 1920 году в руководимую Самойловичем Северную научно-промысловую экспедицию (впоследствии положившую начало Арктическому научно-исследовательскому институту). В 1922 году поступил на электромеханический факультет Петроградского политехнического института, в 1927 году с пятого курса Политеха перевелся в Университет. К тридцати годам его уже считали сложившимся учёным в географии и геологии, гляциологии и мерзлотоведении, океанологии и геохимии. Высоко оценивали молодого учёного академики В. И. Вернадский и А. П. Карпинский, профессор и адмирал Н. Н. Зубов. Одним из первых М. Ермолаев начал изучать геологию берегов, шельфа и глубин Северного Ледовитого океана, ввёл в мерзлотоведение понятие «термокарст», первым всерьёз занялся ледниками Арктики.
В 1932—1933 годах был начальником полярной станции «Русская Гавань», находившейся на берегу одноимённого залива Северного острова архипелага Новая Земля. Экспедиция выполнила сейсмометрические определения толщины материкового льда и другие исследования. За помощь голодающим новоземельским охотникам и спасение жизни германского учёного, работавшего в группе Ермолаева по программам Второго Международного полярного года, был награждён орденом Трудового Красного Знамени.
В 1936 году на тему, подсказанную событиями в Русской Гавани, режиссёр Сергей Герасимов при консультации Ермолаева снял фильм «Семеро смелых», многие годы не покидавший экраны.
В июле 1938 года был арестован, 1 ноября 1939 года военным трибуналом Ленинградского военного округа по обвинению во вредительстве был приговорен к двенадцати годам тюремного заключения. После этого стал конструктором-вычислителем в «шарашке» (конструкторском бюро «Крестов»), занимался разработкой артиллерийских орудий. 22 февраля 1940 года Военной коллегией Верховного Суда СССР дело было пересмотрено и прекращено «за отсутствием состава преставления», Ермолаев был освобожден. Однако в августе 1940 года он был вновь арестован, и 30 декабря 1940 года по обвинению во вредительстве, контрреволюционной агитации и участии в контрреволюционной организации Особое совещание при НКВД СССР приговорило его к 8 годам лагерей. Его отправили в Печорлаг, там он сначала работал на общих работах на постройке Печорской железной дороги, потом был переведен на инженерную работу, предложил оригинальный метод прокладки рельсов и шпал в условиях вечной мерзлоты. 18 января 1944 года был досрочно освобожден из лагеря, но оставлен на том же строительстве в качестве вольнонаемного. В июне 1945 года ему разрешили поселиться в Сыктывкаре, потом он перебрался в Архангельск. 5 января 1955 года был полностью реабилитирован и вернулся в Ленинград.
С 1963 по 1972 год участвовал в передаче «Турнир СК», выходящей по Ленинградскому телевидению, в которой был неизменным председателем Коллегии Справедливости.
Преподавал на географическом факультете Ленинградского государственного университета.
В 1971 году основал кафедру географии океана на географическом факультете Калининградского государственного университета. Работал заведующим этой кафедрой до 1983 года, затем вернулся в Ленинград. В 1972—1975 годах одновременно был проректором Калининградского государственного университета по научной работе. В 1976 году награждён Русским географическим обществом золотой медалью имени Петра Петровича Семёнова-Тян-Шанского.
За учебник «Введение в физическую географию» награждён Золотой медалью Географического общества СССР.
Скончался в Санкт-Петербурге 24 ноября 1991 года. Похоронен на Берёзовой аллее Серафимовского кладбища рядом с могилой жены Марии Эммануиловны, умершей в 1982 году, и её отца — исследователя Арктики Эммануила Тизенгаузена (1881—1940).

## Память
В честь Ермолаева названы мыс, остров, бухта и гора на островах Новая Земля.

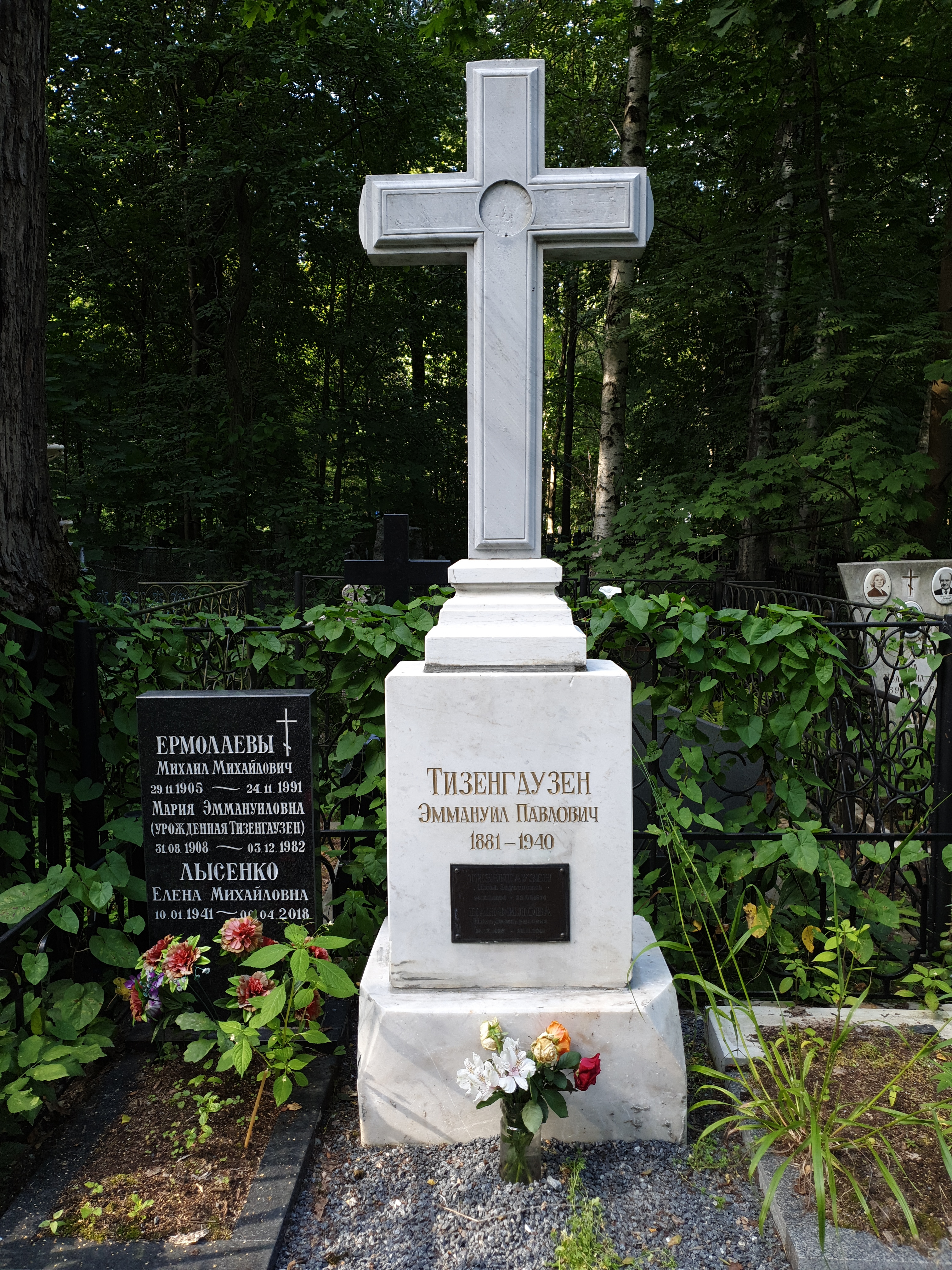
Надгробие на Серафимовском кладбище в Санкт-Петербурге

В Поморском государственном университете проводятся Ермолаевские научные чтения.
В августе 2024 года на здании Балтийского федерального университета открыт памятный знак в честь М. М. Ермолаева.

## Награды
- Орден Трудового Красного Знамени
- Орден «Знак Почёта» (1975)
- Золотая медаль им. П. П. Семёнова-Тян-Шанского Географического общества СССР